# Cléry-en-Vexin
Cléry-en-Vexin é uma comuna francesa na região administrativa da Ilha de França, no departamento do Vale do Oise. Estende-se por uma área de 5.10 km². Em 2010 a comuna tinha 469 habitantes (densidade: 92 hab./km²).